# Tibouchina aspericaulis
Tibouchina aspericaulis är en tvåhjärtbladig växtart som beskrevs av Célestin Alfred Cogniaux. Tibouchina aspericaulis ingår i släktet Tibouchina och familjen Melastomataceae. Inga underarter finns listade i Catalogue of Life.